# Objection (Tango)
Objection (Tango) (hiszp. Te aviso, te anuncio) – czwarty singel Shakiry wydany w 2002 roku, który pochodzi z albumu Laundry Service.

## Listy przebojów
| Lista przebojów (2002)                     | Pozycja |
| ------------------------------------------ | ------- |
| Australian ARIA Singles Chart              | 2       |
| Canadian Singles Chart                     | 12      |
| Denmark Singles Chart                      | 20      |
| Nederlandse Top 40                         | 4       |
| New Zealand RIANZ Singles Chart            | 8       |
| Portugal Airplay Chart                     | 5       |
| Japanese Tokyo Hot 100                     | 21      |
| French Singles Chart                       | 9       |
| World Latin Top 30 Singles                 | 16      |
| Peru Top 40                                | 1 (×4)  |
| Chile Top 20                               | 5       |
| UK Singles Chart                           | 17      |
| U.S. „Billboard” Hot 100                   | 55      |
| U.S. „Billboard” Hot Dance Music/Club Play | 5       |
| U.S. „Billboard” Hot Latin Tracks          | 16      |
| U.S. „Billboard” Latin Pop Airplay         | 7       |